# 金丝小枣

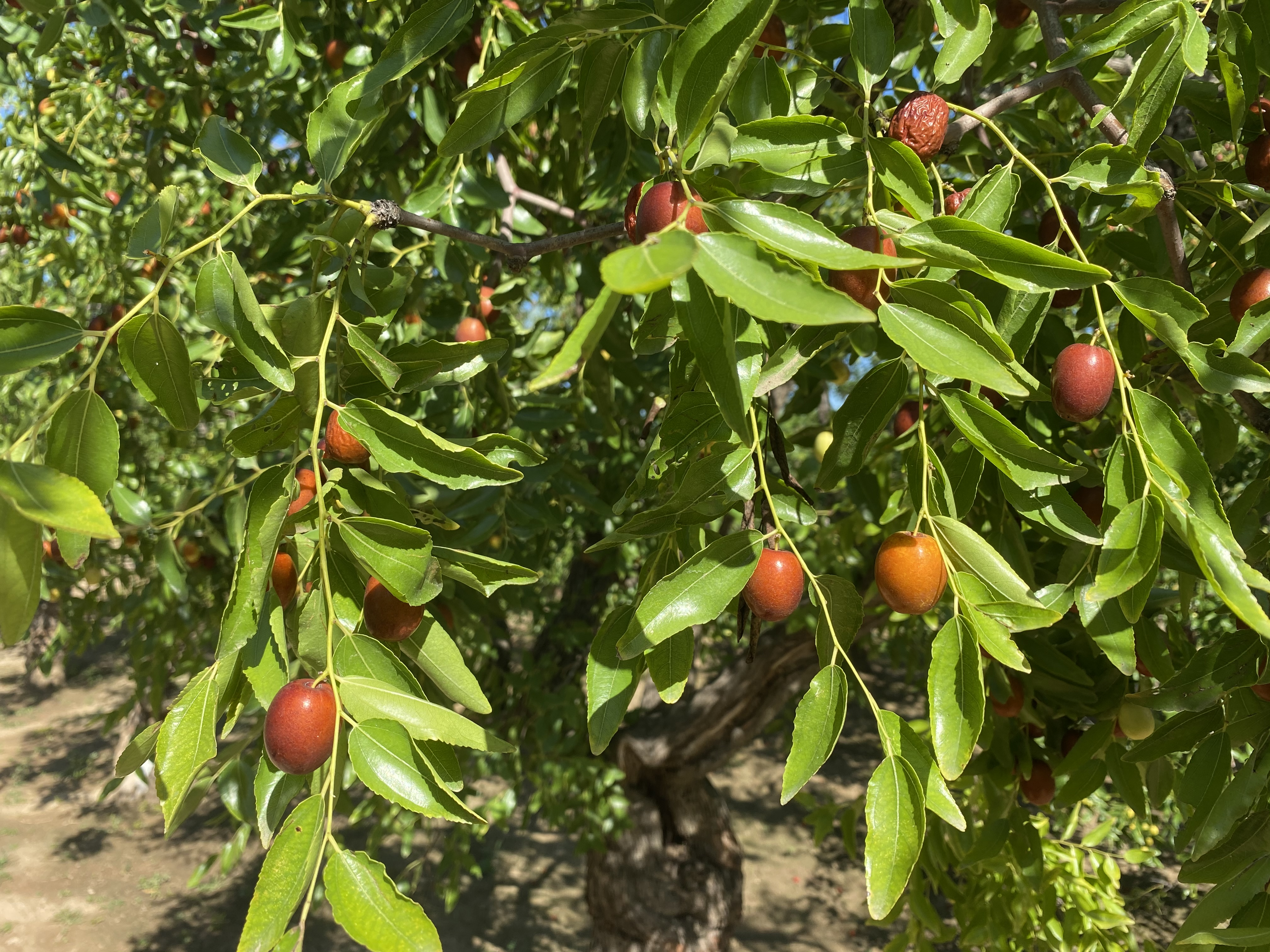
一颗金丝小枣树

金丝小枣是枣的一种，产于山东乐陵、河北沧州一带。根据产地不同，也被称为乐陵金丝小枣、沧州金丝枣等。金丝小枣皮薄肉厚味道甜，适合食用，也可以制作为加工食品。在河北和山东交界地区有广泛种植。